# Campionati europei juniores di scherma 1998
I Campionati europei juniores di scherma del 1998 (1998 European Juniors Fencing Championships) sono stati organizzati dalla Confederazione europea di scherma e si sono svolti a Bratislava, in Slovacchia.
Nel fioretto, si sono aggiudicati i titoli di campione europeo il moldavo Jelezov, che ha battuto in finale l'italiano Andrea Bonometto, e la polacca Gruchala che ha avuto la meglio sulla connazionale Wojtkowiak.
Nella spada il polacco Wiercioch ha battuto in finale il rumeno Rigo, mentre tra le donne la russa Logounova ha superato la magiara Emese Szász.
Nella sciabola il bielorusso Surimto ha prevalso sull'ucraino Lukashenko.
Nei campionati europei juniores a squadre maschili, la nazionale polacca ha prevalso nella finale del fioretto contro la Francia, mentre la compagine francese ha vinto nella spada contro la formazione polacca, ed infine la nazionale magiara ha avuto la meglio sulla compagine francese nella sciabola.
Nei campionati europei juniores a squadre femminili, la nazionale polacca ha prevalso nella finale del fioretto contro la Germania., mentre la Russia ha vinto nella spada contro la formazione francese.

## Podi

### Uomini
| Specialità  | Oro                                                                            | Argento                                                                           | Bronzo                                                                       |
| Individuali |                                                                                |                                                                                   |                                                                              |
| Fioretto    | Alexandru Jelezov                                                              | Andrea Bonometto                                                                  | Simone Vanni David Hausmann                                                  |
| Spada       | Adam Wiercioch                                                                 | Robert Mihaly Rigo                                                                | Sven Jarve Adrien Fricot                                                     |
| Sciabola    | Aleksandr Surimto                                                              | Volodymyr Lukašenko                                                               | Vladimir Khrystyk Florin Zalomir                                             |
| A squadre   |                                                                                |                                                                                   |                                                                              |
| Fioretto    | Polonia Aleksander Borkowski Przemyslaw Fogt Jaroslaw Mojski Andrzej Witkowski | Francia Bruno Ferrari Yann Lecabellec Jean Christophe Valiere Jean Baptiste Voute | Germania Richard Breutner David Hausmann Johannes Krüger André Weßels        |
| Spada       | Francia Eric Boisse Adrien Fricot Fabrice Jeannet Julien Meynadier             | Polonia Adam Wiercioch Krzysztof Kaminski Tomasz Motyka Michal Sobieraj           | Russia Alexei Seline Sergei Lialine Serguei Slivka Viatcheslav Seline        |
| Sciabola    | Ungheria Tamas Decsi Balázs Lengyel Benjamin Moczar Gabor Szelle               | Francia Jean Hugues Galland Fabrice Gazin Olivier Margeat Nourdin Marouf          | Polonia Adam Broniarczyk Piotr Kucieba Adam Kufieta Marcin-Dominik Michalski |

### Donne
| Specialità  | Oro                                                                              | Argento                                                                   | Bronzo                                                                         |
| Individuali |                                                                                  |                                                                           |                                                                                |
| Fioretto    | Sylwia Gruchała                                                                  | Małgorzata Wojtkowiak                                                     | Alicja Kryczało Anne-Kathrin Donath                                            |
| Spada       | Tat'jana Logunova                                                                | Emese Szász                                                               | Olga Alekseeva Małgorzata Stroka                                               |
| A squadre   |                                                                                  |                                                                           |                                                                                |
| Fioretto    | Polonia Sylwia Gruchała Małgorzata Wojtkowiak Magdalena Koletsos Alicja Kryczalo | Germania Bianca Becker Anne-Kathrin Donath Natascha Lotter Hannah Schnorr | Italia Elisa Di Francisca Margherita Granbassi Emanuela Rocca Ilaria Salvatori |
| Spada       | Russia Tat'jana Logunova Svetlana Koroliova Anna Ozerczuk -                      | Francia Jeanne Colignon Sarah Daninthe Pascale Ergand Nadege Nief         | Estonia Olga Aleksejeva Irina Embrich Olga Kobiakova Ludmila Piliponis         |